# Сашо Начев
Сашо Атанасов Начев (31 октомври 1964 - 12 юли 2022) е бивш български футболист, играл като полузащитник .
Шампион на България с „Витоша“ (от 1985 до 1989 Левски е преименуван на Витоша) за 1987/88 година. Има 5 мача за Купата на Съветската армия и 5 мача и 1 гол в евротурнирите. Голът бележи срещу италианския гранд Милан в реванша от първия кръг на КЕШ загубен с 2:5 на 6 октомври 1988 година.
Често играеше и бележеше за ветераните на Левски (София).
Умира на 12 юли 2022 година от масивен инфаркт на 57 годишна възраст.

## Успехи
Витоша (София)
- А РФГ:
  -  Шампион (1): 1987/88
- Купа на Съветската армия:
  -  Носител (2): 1986/87, 1987/88